# 爱沙尼亚
爱沙尼亚，正式名称为爱沙尼亚共和国，是一个位于北欧或中东欧的国家。其北临芬兰湾，与芬兰隔海相望；西濒波罗的海与瑞典相对；南接拉脱维亚；东邻俄罗斯。爱沙尼亚的领土由本土大陆、两座较大的岛屿——萨雷马岛和希乌马岛，以及波罗的海东岸的2,300多个小岛组成。塔林是爱沙尼亚的首都，塔尔图是该国第二大城市。爱沙尼亚语是该国的官方语言，也是全国近140万居民中大多数人的母语。爱沙尼亚还是欧盟和北约人口最少的成员国之一。
现今的爱沙尼亚自公元前9000年起就有人类居住。在中世纪时期，爱沙尼亚的原住民是欧洲最后一批皈依基督教的异教文明之一，直到13世纪的北方十字军东征后才接受基督教。此后几个世纪，爱沙尼亚先后受到条顿骑士团、丹麦、波兰、瑞典和俄罗斯帝国的统治。19世纪中叶的爱沙尼亚民族觉醒运动推动了爱沙尼亚民族认同的形成，并最终在1918年发表《爱沙尼亚独立宣言》之际达至高潮。在两次世界大战之间的大部分时期，爱沙尼亚奉行民主体制。尽管在第二次世界大战爆发时宣布中立，该国仍多次遭到入侵和占领，最终被并入苏联。在从二战至1991年的整个苏联占领期间，爱沙尼亚通过外交代表和流亡政府维持了其国家的法理连续性。1988年至1990年间，爱沙尼亚爆发了反对苏联统治的“歌唱革命”，最终于1991年8月20日全面恢复独立。
爱沙尼亚是一个高收入的已开发国家，属于欧元区成员国。该国为单一议会制共和国，行政上划分为15个县。爱沙尼亚是世界上腐败程度最低的国家之一，其在教育、人类发展、新闻自由、公共服务数字化以及科技企业普及率等国际排名中均名列前茅。

## 历史
爱沙尼亚地区的史前先民是属于芬兰-乌戈尔人的爱沙尼亚人。至1227年，爱沙尼亚渐被丹麦和日耳曼人的利窝尼亚骑士团（持剑骑士团）征服，基督教因而进入。自此以后，爱沙尼亚多次由北欧各列强统治，其中包括丹麦-挪威、瑞典帝國、波兰立陶宛聯邦。
18世纪被俄罗斯沙皇国吞并，俄国十月革命之后独立，在第二次世界大战初期再次被苏联吞并。1991年，爱沙尼亚再次独立。
爱沙尼亚的现代国名（Eesti）来源于古斯堪的纳维亚人，他们称那些住在东斯堪的纳维亚的部族们为esti。在公元98年，塔西佗在他的著作《日耳曼尼亚志》中用了一个稍微不同的词“aestii”来形容爱沙尼亚。爱沙尼亚人自己广泛运用“Eesti”来称这个国家，该名称不早于19世纪。

### 独立及战间期
第一次世界大战后期的1918年2月25日，爱沙尼亚的德裔居民在德林斯汉森男爵（Baron Dellingshansen）领导下发动暴动，请求德国军队进入爱沙尼亚。根据1918年3月3日俄罗斯苏维埃联邦社会主义共和国（苏俄）与德意志帝国签订的布列斯特和约，苏俄将芬兰、爱斯特兰（爱沙尼亚）、里夫兰（立窝尼亚和拉脱维亚）、立陶宛和乌克兰地区割让给德国，苏俄红军和俄国赤卫队从这些领土上撤出。之后德国曾试图在被苏俄割让的爱沙尼亚和拉脱维亚地区建立一个从属于德意志帝国的波罗的联合公国，以梅克伦堡的阿道夫·弗里德里希公爵为元首。
1918年11月，德国爆发十一月革命，随后于11月11日宣布投降。苏俄借机宣布废除《布列斯特和约》，试图收回割让给德国的领土。在这种情况下，爱沙尼亚于1918年11月28日宣布独立，国内的德裔居民及部份德軍组建了志愿军团，和新组建的爱沙尼亚军队一道抵抗苏俄红军和赤卫队的进攻。1919年2月1日，曾经率兵参加芬兰内战的德国将军吕迪格·冯·德·戈尔茨率领由德国军人组成的“自由军团”（Freikorps）前往爱沙尼亚援战，最终令蘇俄政府在1920年2月2日与爱沙尼亚签署《塔尔图和约》，苏俄“无保留地承认爱沙尼亚国的独立，并自动地永远放弃俄国……对爱沙尼亚人民和领土所持有的主权权利”。

### 二戰及蘇聯佔領時期
1939年8月23日，纳粹德国外长里宾特洛甫和苏联外长莫洛托夫签署了《苏德互不侵犯条约》。在条约的秘密附件中，两国划分了在波兰和波罗的海的势力范围：“如果对于……爱沙尼亚、拉脱维亚、芬兰和立陶宛所属的土地进行领土和政治上的重新安排，立陶宛的北部边界应成为德国和苏联势力范围的边界……如果对于属于波兰的土地进行领土和政治上的重新安排，德国和苏联的势力范围大体上应为纳累夫河、维斯瓦河和桑河为界”。
根据这一秘密附件，苏联于9月25日与爱沙尼亚开始谈判，9月28日与其签订条约，取得了在战争期间占领某些港口和军事设施、并在有关地区驻军的权利。1940年6月16日，苏联向爱沙尼亚提出所谓“保证实施互助条约和防止反苏挑衅行为”的要求，随后出兵占领了爱沙尼亚全境，逮捕其政府官员，废除宪法，建立了共产党政府。1941年6月14日，爱沙尼亚被苏联吞并，成为苏联的加盟共和国，是為愛沙尼亞蘇維埃社會主義共和國。苏联的占领和吞并没有得到美国和西方国家的承认，美国还冻结了爱沙尼亚国家银行存放在美国的黄金儲備。
6月22日，德国入侵苏联，3个星期后即占领了爱沙尼亚全境。爱沙尼亚人视德国军队为“解放者”，并与其展开合作，在武裝親衛隊中还成立了一个爱沙尼亚师。1944年9月德军从爱沙尼亚撤退时，蘇聯再度佔領愛沙尼亞，原爱沙尼亚共和国总理约里·乌尔洛特斯宣布成为总统（原总统康斯坦丁·帕茨已于1940年被苏联逮捕），并在瑞典首都斯德哥尔摩组建了流亡政府，该政府一直延续到1992年。第二次世界大战中，爱沙尼亚损失了22万人，相当于战前人口的1/5。有8万人流亡到西方。
由于爱沙尼亚人与德国合作，因此在第二次世界大战后期遭到苏联的强烈报复。苏联红军轰炸了塔林和纳尔瓦等城市，造成大量平民伤亡。苏联重新占领爱沙尼亚后还进行了大规模的逮捕和处决。反抗苏联占领的爱沙尼亚游击队“森林兄弟”一直战斗到1948年（立陶宛、西乌克兰的类似游击队战斗至1950年代），最后一名游击队员在1978年才被逮捕。
为了报复爱沙尼亚人参与苏德战争，苏联还调整了该加盟共和国的边界，把一部分领土转给了俄罗斯。从1949年5月起，苏联开始向西伯利亚流放爱沙尼亚人，并迁入俄罗斯人，以改变该共和国的人口构成。至1952年，爱沙尼亚人在该共和国内的比例已从1941年的90%下降至48%。
斯大林去世后，苏联对爱沙尼亚的控制有所放松。从1950年代后期开始，爱沙尼亚人被允许与外国联系，1960年开通了塔林至赫尔辛基的轮渡。在爱沙尼亚可以接收到芬兰的电视节目，但电视要经过特殊改造。戈尔巴乔夫时代，对爱沙尼亚的控制进一步放松，该国开始出现持不同政见的政治团体及政党，例如爱沙尼亚人民阵线、绿党、爱沙尼亚民族独立党等。1988年11月16日，爱沙尼亚最高苏维埃通过了关于共和国享有独立于苏联的主权的声明，1989年1月通过了将爱沙尼亚语定为官方语言的法令，同年2月24日恢复了第一共和国时期的蓝黑白三色国旗，8月和11月通过了新的选举法。1989年8月23日，愛沙尼亞、拉脫維亞和立陶宛發起了「波羅的海之路」人鏈，紀念三國同在二戰中被蘇聯非法佔領，追求恢復獨立。

### 恢復独立
1990年2月24日，爱沙尼亚公民经选举产生了成员为464人（包括1940年后被流放的爱沙尼亚人代表35人）组成的爱沙尼亚国会。同年3月选举产生的新一届爱沙尼亚最高苏维埃宣布恢复爱沙尼亚主权，并进入独立前的“过渡时期”。该年5月，最高苏维埃宣布恢复“爱沙尼亚共和国”的国号，并且规定只有经该苏维埃批准通过的法律才可在爱沙尼亚施行。
1991年8月19日苏联发生8·19政变，爱沙尼亚于8月20日宣布独立。最高苏维埃主席阿诺德·吕特尔指示正在芬兰访问的外交部长，在得到政府特别指令前留在那里，以便必要时建立流亡政府。俄罗斯于8月26日发表声明，承认波罗的海三国和其他加盟共和国的独立要求，并且特别指明俄罗斯对三国放弃要求修改边界的权利。
八一九政变失败后，苏联国务委员会第一次会议在9月6日决定承认爱沙尼亚、拉脱维亚和立陶宛三国的独立，并委托苏联外交部发表声明，支持这三个共和国加入联合国和以平等的成员身份参加欧洲安全与合作会议。爱沙尼亚领土上的俄罗斯军队于1994年全部撤出，爱沙尼亚于2004年加入了欧盟和北大西洋公约组织，在2007年12月21日成為申根公約會員國。
2006年9月23日，经过两阶段的总统选举，托马斯·亨德里克·伊尔韦斯当选。

## 地理

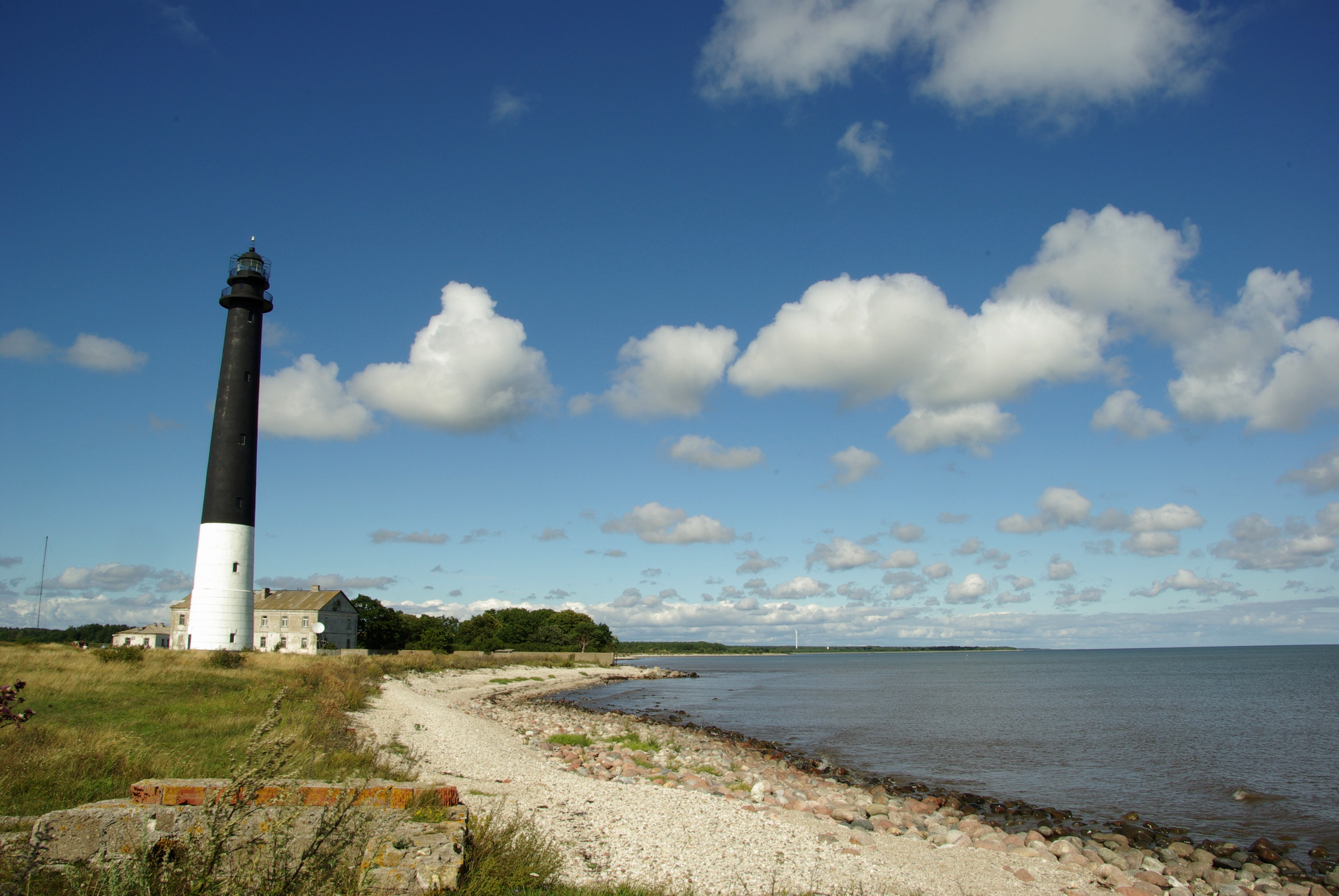
爱沙尼亚西海岸

爱沙尼亚位于东经21.5与28.1度、北纬57.3与59.5度之间，波罗的海东岸，總面積為45227平方公里，海拔平均只有50米。自然资源匮乏，油页岩、石灰岩为主要矿产，森林遍布国土的47%。爱沙尼亚境内有1400个湖泊（大多数都较小，最大的为佩普西-皮赫克瓦湖，面积为3555平方公里），沼泽众多，海岸线长达3794公里，有许多海湾、海峡和岛屿。其中岛屿大约有1500个，最大的两个自立成县（即薩雷縣和希乌县）；海拔一般不足100米，最高点海拔317米。
温带阔叶林气候；年降水量600－700毫米，较湿润。
爱沙尼亚拥有相当多的农业用地——人均0.67公顷，高于欧洲其他地区的平均水平。

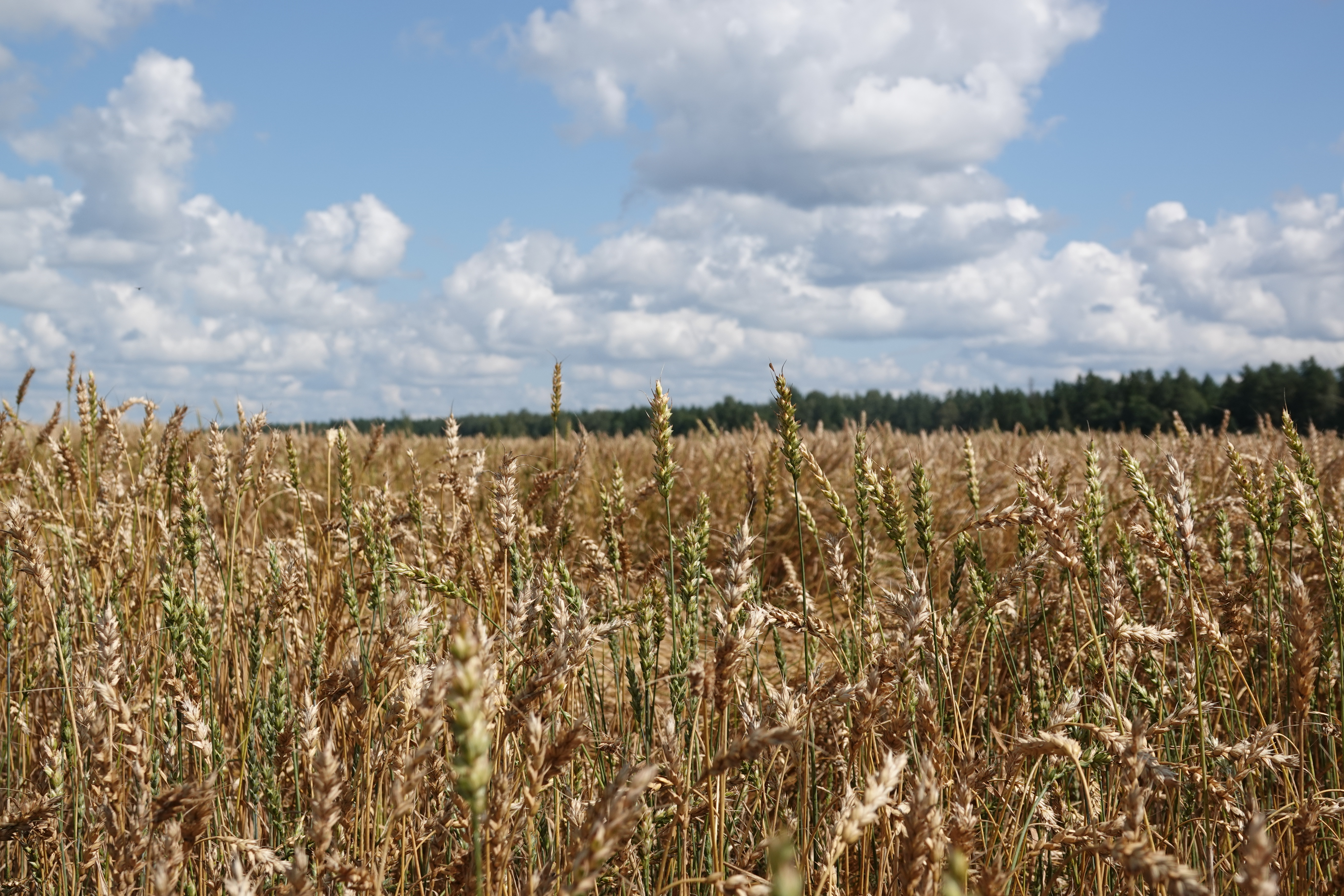
爱沙尼亚南部的一片麦田

## 政治

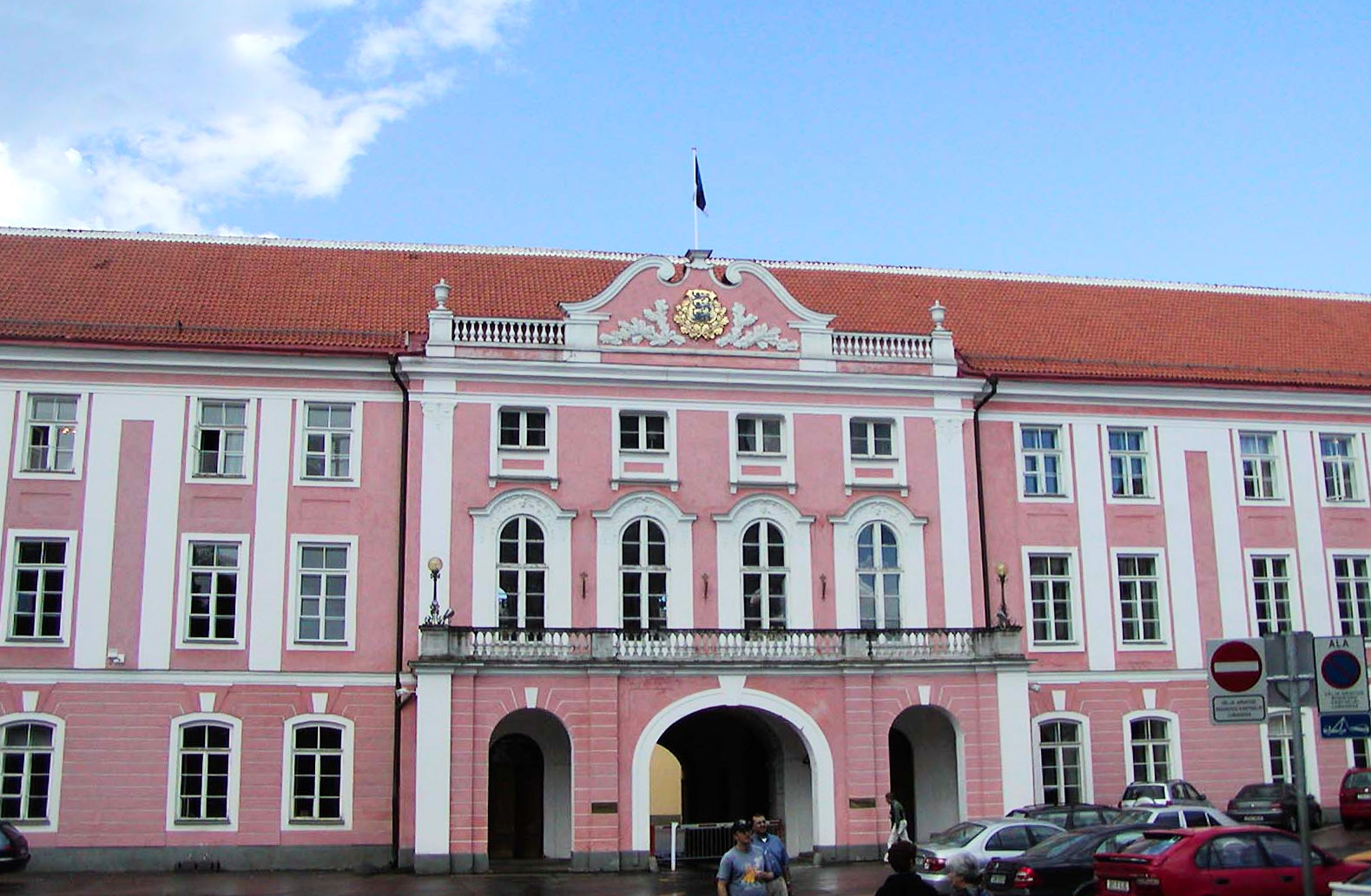
爱沙尼亚法院建築物泰尼（塔林）

国家元首为总统，每五年由议会选出，行政机构为内阁，由1名由总统提名的总理和14名部长组成。内阁成员由议会批准，总统任命。
爱沙尼亚议会为爱沙尼亚的最高立法机构，由101个议席组成。议员由选民直接选出，任期为4年。
爱沙尼亚最高法院为爱沙尼亚的最高司法机构，由17名法官组成，法官主席由总统提名，议会指派，任期为终生。
愛沙尼亞的武裝部隊為愛沙尼亞國防軍。

## 外交
爱沙尼亚目前尚未与三个联合国成员国建交，分别是朝鲜民主主义人民共和国，不丹和也门。
愛沙尼亞是歐盟27国中，除法國以外，另一个在外交上至今未正式承認朝鲜民主主义人民共和国的國家，愛沙尼亞只承認大韓民國政府為朝鮮半島的唯一合法政府，并在2020年末在韓國首爾設立常驻大使館。

### 與中華民國關係
愛沙尼亞與中華民國曾在1937年12月21日建立公使級外交關係。1940年8月6日，因蘇聯吞併而中止。

### 與中華人民共和國關係
愛沙尼亞于1991年9月11日與中華人民共和國建交。

## 行政区划
| 50 km |

爱沙尼亚是一个具有单层地方政府机构的单一制国家。地方政府自主管理地方事务。自2017年行政改革后，爱沙尼亚共有79个地方政府，包括15个城市和64个乡村型市镇。城市型市镇和乡村型市镇具有同等的法律地位。若干市镇组成为一个县，县是中央政府的行政单位。地方政府的代议机构是市镇议会，每四年直选一次。市镇议会任命由市长领导的地方市镇政府。为了进一步的地方分治，市镇可以划分为权力有限的市区。现在只有塔林和希乌马划分了这样的市区。
除了县和市镇等行政单位之外，市镇由不同类型的聚居点组成：村庄、小镇、集镇和非独立市。一般来说村庄是人口稀少的乡村地区或者少于300人的密集乡村地区。小镇、集镇和非独立市则是人口密集的城区，小镇和集镇一般至少有300人以上，非独立市则至少有1000人以上。
爱沙尼亚的15个县（或称为“省”）分别是：
| 爱沙尼亚语原名 | 中文譯名   |
| 或             | 哈尔尤县   |
| 或             | 希乌县     |
| 或             | 东维鲁县   |
| 或             | 耶尔瓦县   |
| 或             | 約蓋瓦縣   |
| 或             | 莱内县     |
| 或             | 西维鲁县   |
| 或             | 派尔努县   |
| 或             | 珀尔瓦县   |
| 或             | 拉普拉县   |
| 或             | 萨雷县     |
| 或             | 塔尔图县   |
| 或             | 瓦尔加县   |
| 或             | 维尔扬迪县 |
| 或             | 沃鲁县     |

## 经济
世界银行將爱沙尼亚列为高收入国家。由于其高速增长的经济，爱沙尼亚经常被称作“波罗的海之虎”。1929年，爱沙尼亚建立货币爱沙尼亚克朗。该货币由中央银行爱沙尼亚银行发行。贸易集中于当地市场和西歐，尤其是德英兩國。商务活动中仅有3%是与俄羅斯進行的。二战以前，爱沙尼亚是个农业国。其生产的黄油、牛奶和奶酪在西欧市场聲名卓著。在1940年苏联的首次强行吞并跟后来二战中纳粹德国和苏联相继占领削弱爱沙尼亚的经济。战后，社会主义化使爱沙尼亚的经济和工业融入到苏联的中央计划经济体制之中。
1999年，爱沙尼亚经济遭受自1991年独立以来最严峻的危机，主要原因为受到1998年8月的俄罗斯金融危机影響。爱沙尼亚于1999年9月加入世界贸易组织。並且針對能源供应、电信、铁道等国营单位進行私有化。爱沙尼亚于2004年5月1日加入欧盟。不少芬兰公司将部分运营部門搬入爱沙尼亚，目前爱沙尼亚经济发展迅速，资讯科技发达。
2011年1月1日，爱沙尼亚正式加入歐元區，成為歐元區第17個國家。

### 资源
爱沙尼亚天然资源包含油页岩、石灰石，还有覆盖47%领土的森林（直至2017年，森林覆蓋面積已經增加到51%）。除了油页岩和石灰石，爱沙尼亚还有很多磷矿、沥青铀矿和花岗岩。近年，由於在纳尔瓦电厂的老化，于2016年前如沒有進行改造便要关闭，公眾争论是否要建造核电厂以确保能源供应。

## 人口和宗教

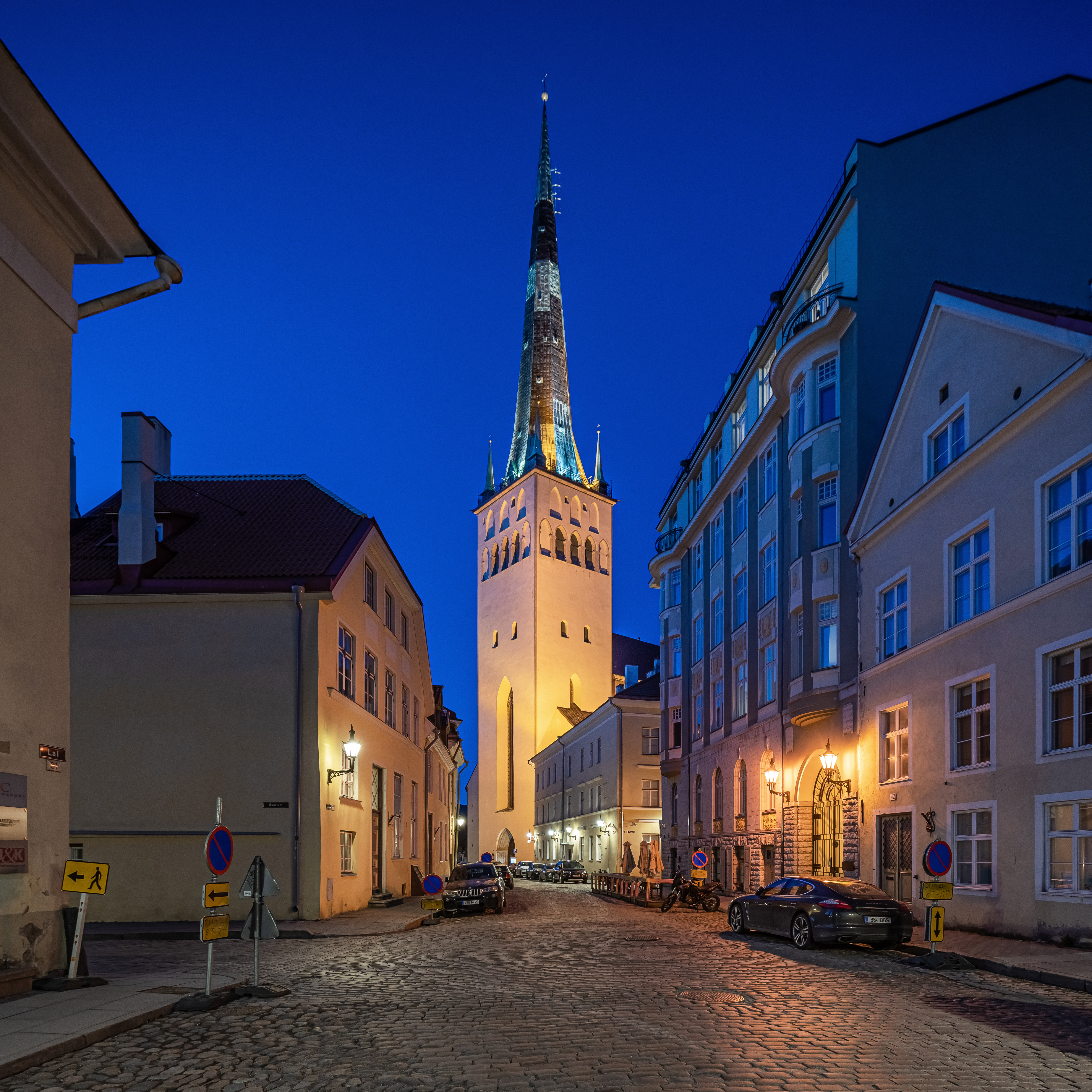
塔林聖奧拉夫教堂

根据人口统计网站的统计显示，爱沙尼亚共和国截至2020年3月5日的总人口有1,291,232人。比上次爱沙尼亚官方统计数据下降了一些，出现了负增长状态。总人口中，男性60.3万人，占比46.4%，女性68.8万人，占比53.6%。爱沙尼亚族占68.7%，俄罗斯族占24.8%，其他民族占4.9%，不明国籍人口占1.5%。人口的年龄构成上，与第一次普查时相比，儿童（0-14岁）占比由18%下降至15%，65岁以上老年人口由15%上升至18%，劳动人口（15-65岁）比例与上一次持平，占67%。此次人口普查的起止日期为2011年12月31日至2012年3月31日。
爱沙尼亚官方语言为爱沙尼亚语，与芬兰语有很密切的联系。俄语也是重要语言。在爱沙尼亚较大的城镇里，英语知识相当普及。多数俄罗斯族人也通爱沙尼亚语，从2007年起，俄语学校也逐步增加爱沙尼亚语课程。德语也很常用。
爱沙尼亚人宗教信仰不强烈，不到1/3的人口信教，其中大多数为基督徒，主要為東正教及新教路德宗。源于古代拜物教的宗教传统也有一定的保留。

## 教育

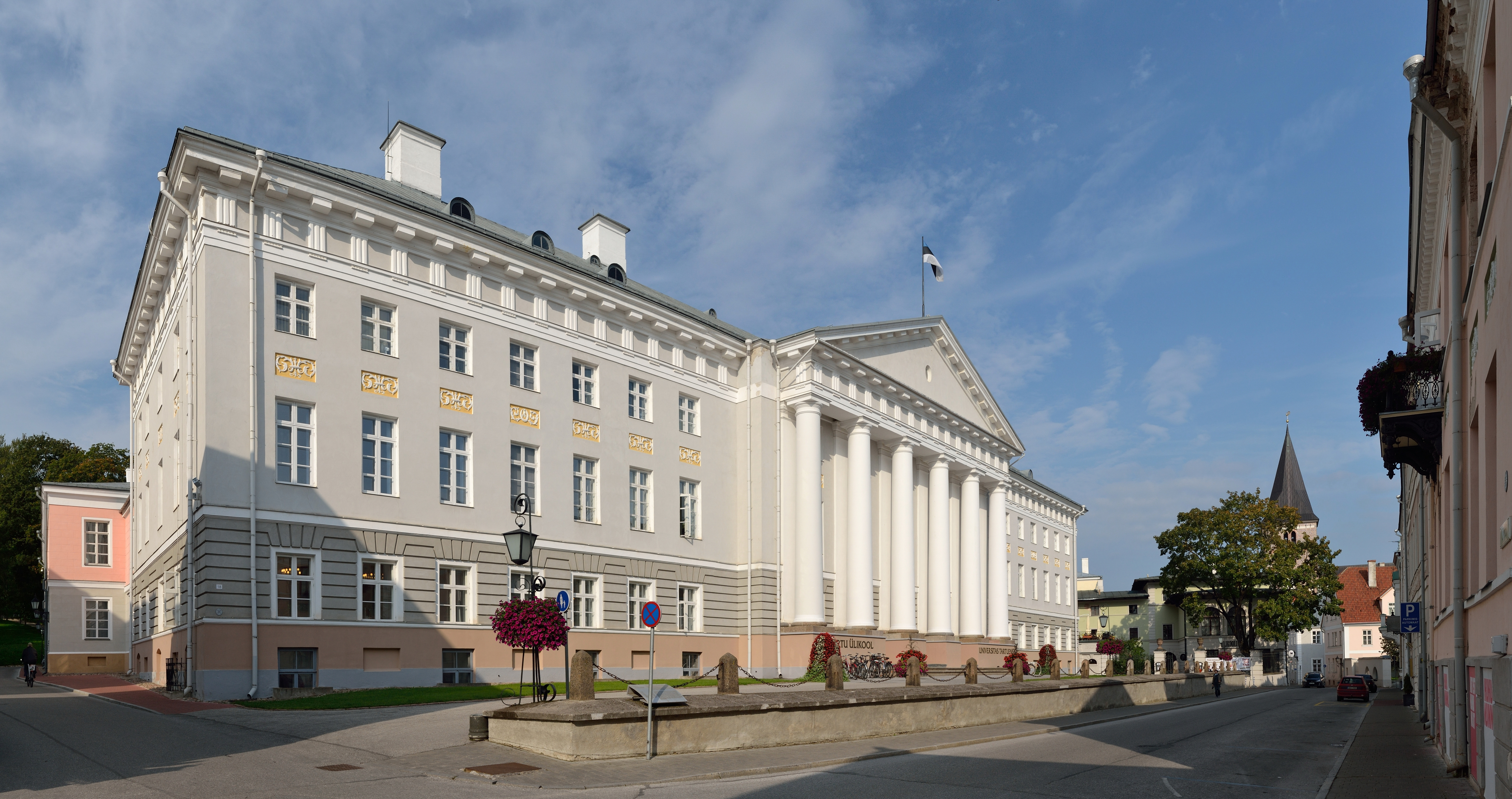
塔爾圖大學是北歐最古老的大學之一，也是愛沙尼亞排名最高的大學

愛沙尼亞正規教育的歷史可追溯到13和14世紀，當第一所修道院和教堂學校成立時。愛沙尼亞語的第一本啟蒙讀本出版於1575年。最古老的大學是塔爾圖大學，由瑞典國王古斯塔夫二世·阿道夫在1632年建立。在1919年，大學課程第一次以愛沙尼亞語教學。
愛沙尼亞今天的教育分為普通、職業和業餘愛好。教育制度基於四個層次：學前教育、基礎教育、中等教育和高等教育。建立了廣泛的學校網絡和配套的教育機構。愛沙尼亞教育體系由國立、市立、公立和私立機構組成。愛沙尼亞目前有589所學校。
根據國際學生能力評估計劃，愛沙尼亞中學學生的表現水平是世界上最高的：2010年，該國的教育體系質素排名第13名，遠高於經濟合作暨發展組織（OECD）的平均水平。此外，大約89％25至64歲的愛沙尼亞成年人相當於高中學歷，這是工業化世界中最高的比率之一。
愛沙尼亞學術高等教育分為三個等級：學士、碩士和博士研究。在某些專業（基礎醫學研究、獸醫、藥學、牙醫、建築工程師和課堂教師課程）中，學士和碩士的等級被整合為一個單元。愛沙尼亞公立大學比應用高等教育機構有更多的自主權。除了組織大學的學術生活外，大學還可以制定新的課程、制定錄取條款和條件、批准預算、批准發展計劃、選舉校長、以及就資產事宜作出有限決定。愛沙尼亞有數量適中的公立和私立大學。最大的公立大學是塔爾圖大學、塔林理工大學、塔林大學、愛沙尼亞生命科學大學、愛沙尼亞藝術學院；最大的私立大學是愛沙尼亞商學院。

## 备注
1. ↑  排除未知人群
2. ↑  爱沙尼亚在1918年至1940年以及1991年之后事实上保持独立。在1940年至1991年的外国占领期间，爱沙尼亚的法律上独立性通过爱沙尼亚外交官和流亡政府的努力得以维持。